# تيكس جي. هال
تيكس جي. هال (بالإنجليزية: Tex G. Hall)‏ هو سياسي أمريكي، ولد في 18 سبتمبر 1956.